# سندور

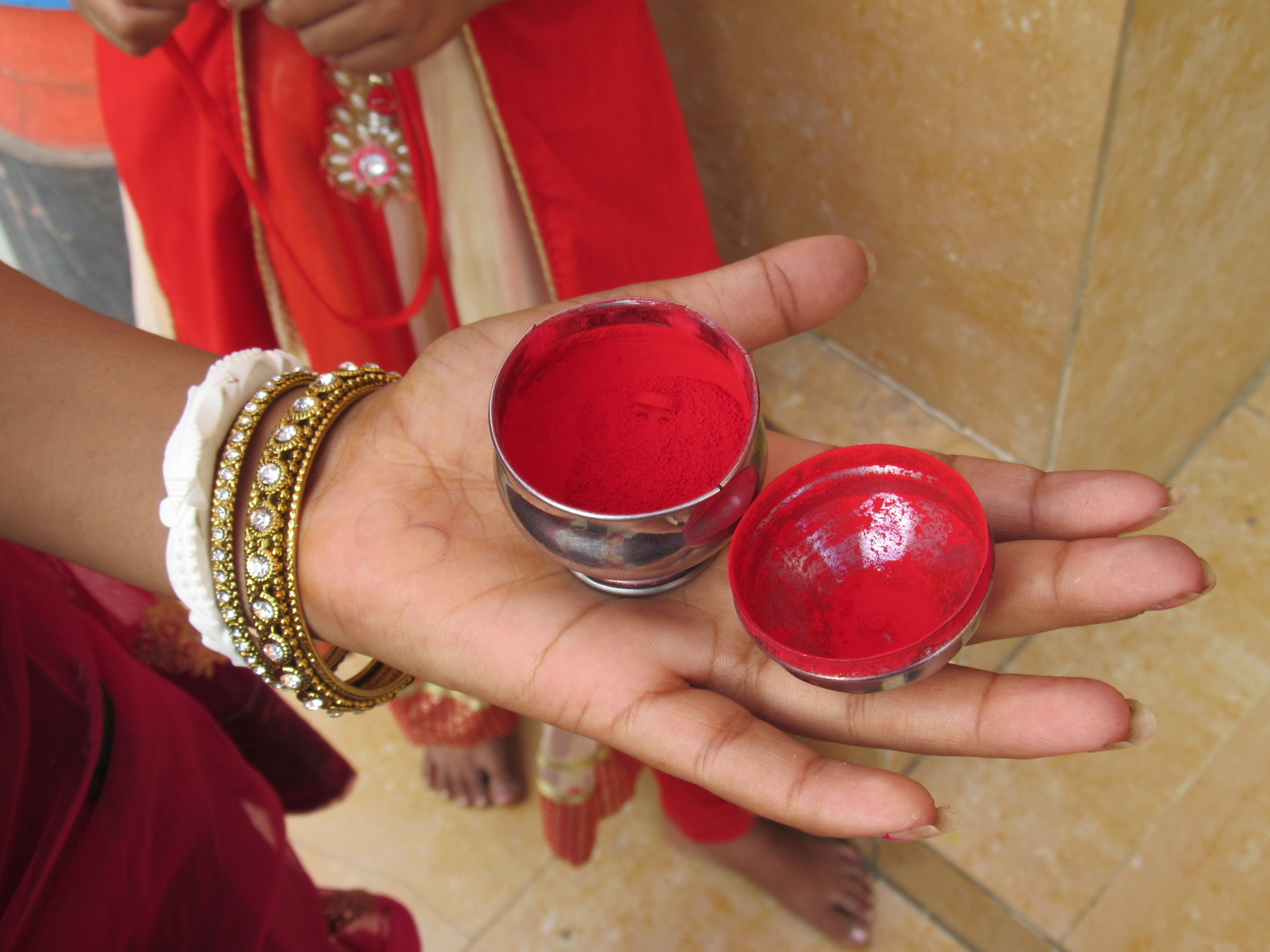
پودر سندور آماده استفاده

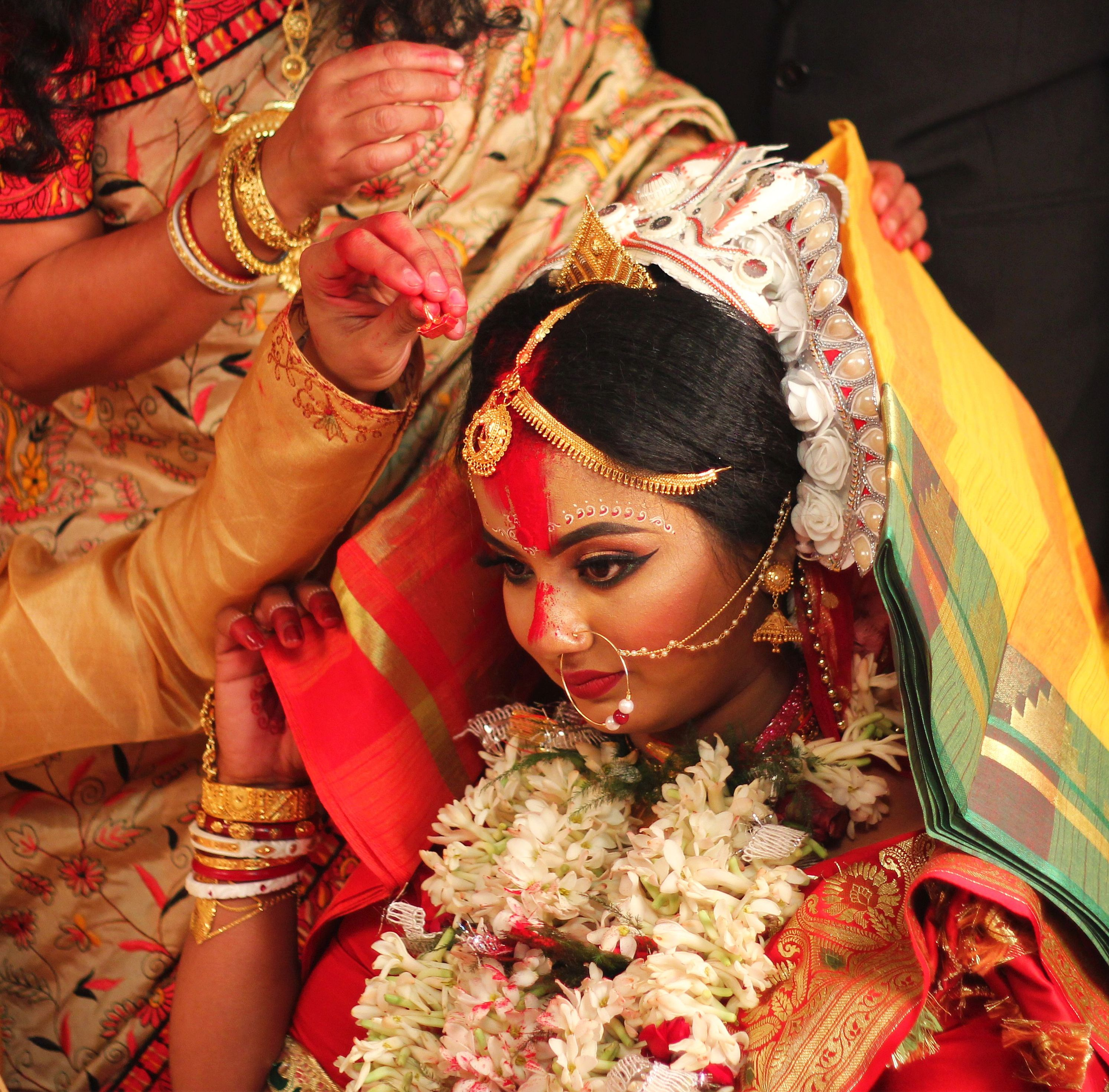
استفاده از سندور در عروسی هندوهای بنگالی

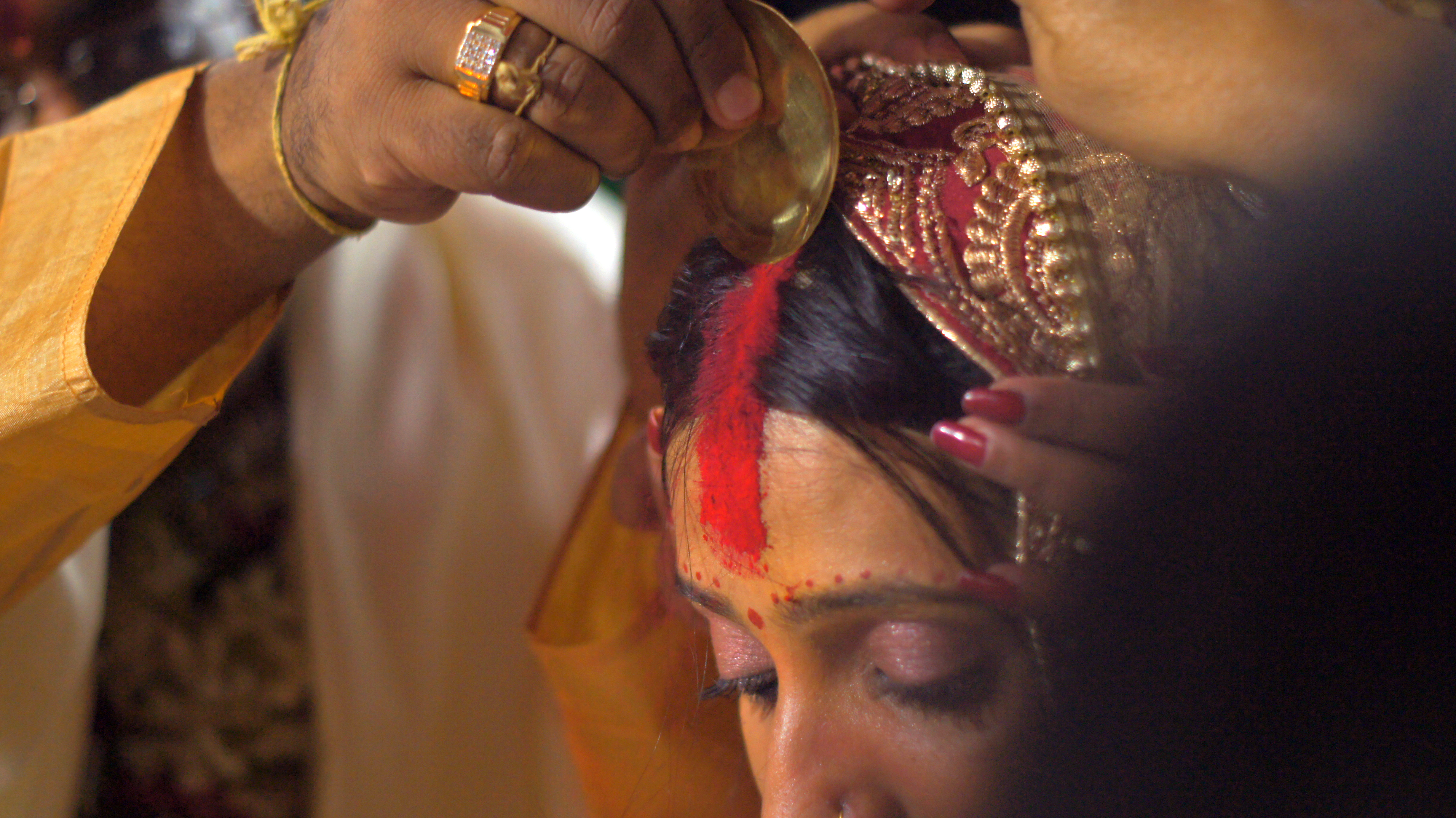
سندور در عروسی هندوهای هندی

سِندور (سانسکریت: सिन्दूर، آوانگاری: Sindūra، ت. «ورمیلیون») یک پودر آرایشی سنتی به رنگ قرمز شنگرفی یا قرمز مایل به نارنجی از جنوب آسیا است که معمولاً توسط زنان متأهل در امتداد خط رویش موی خود استفاده می‌شود. در جوامع نپالی و هندوهای هندی، سندور فرخنده تلقی می‌شود و یک نشانگر بصری از وضعیت تأهل یک زن است و ترک استفاده آن معمولاً به معنای بیوه بودن است.
سندور سنتی از ترکیب زردچوبه، زاج یا کلسیم اکسید یا سایر مواد گیاهی تهیه می‌شد. برخلاف سرب قرمز، مواد استفاده شده در سندور سمی نیستند. برخی از محصولات تجاری سندور حاوی مواد مصنوعی هستند که بعضی از آنها با استانداردهای مناسب تولید نمی‌شوند و ممکن است حاوی سرب بوده و مضر باشند.

## کاربرد

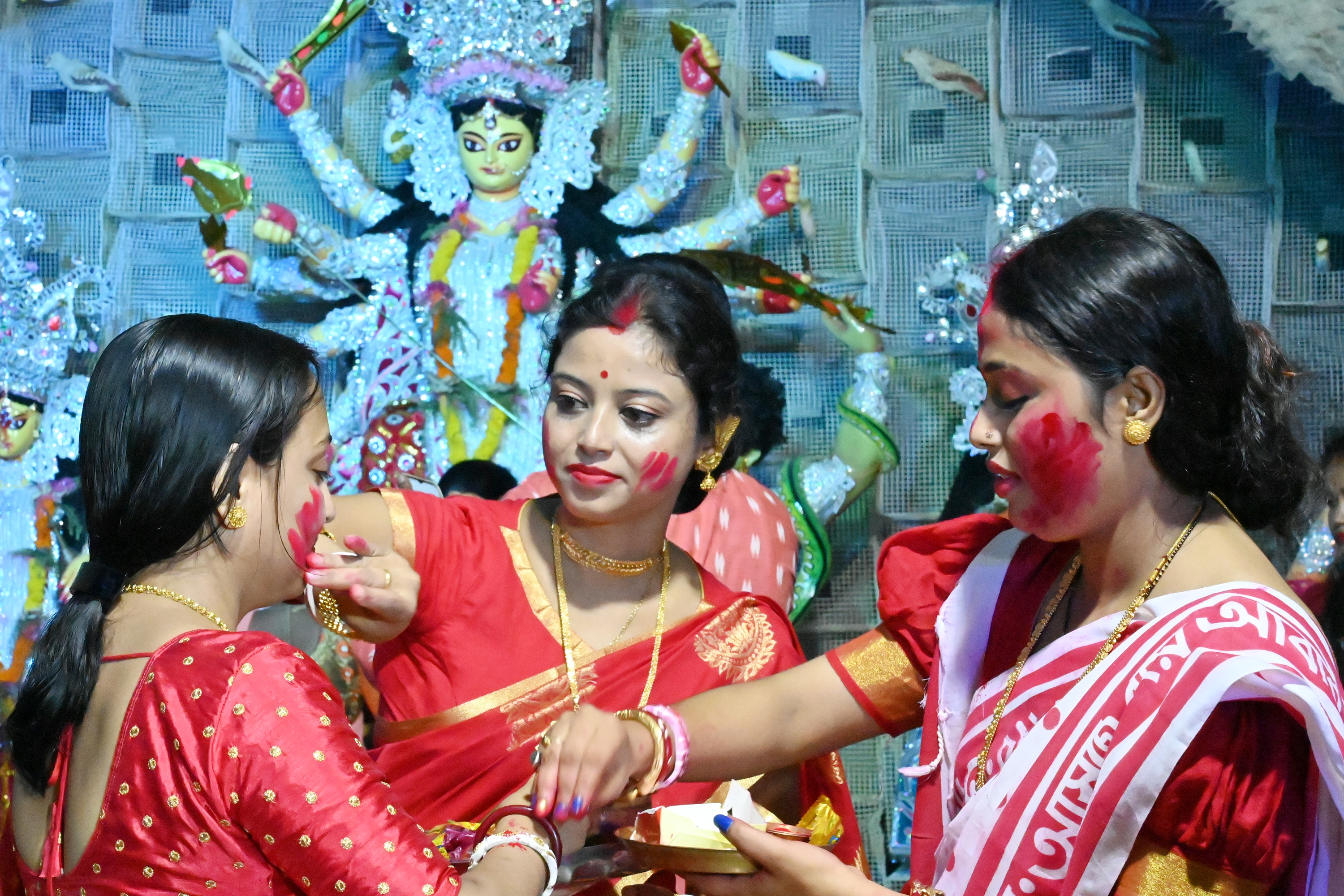
تصویری از زنان هندی در بخشی از جشن‌های جشنواره دورگا پوجا که به یکدیگر سندور می‌زنند.

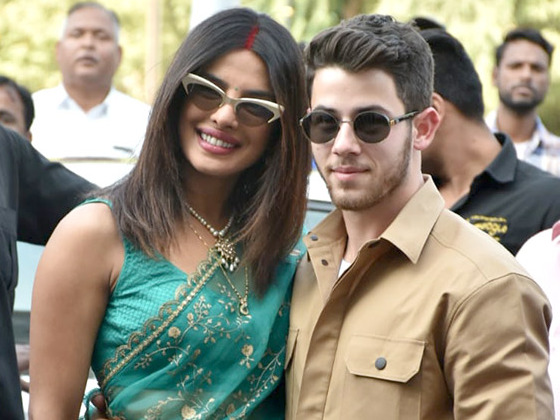
سندور زدن پریانکا چوپرا پس از ازدواج با نیک جوناس

سندور در جامعه سنتی هند در ابتدای رستنگاه مو یا به‌طور کامل در امتداد فرق سر موی زنان (که به زبان هندی مانگ یا به زبان سانسکریت سیماندارکه نیز نامیده می‌شود) یا به صورت نقطه‌ای روی پیشانی استفاده می‌شود. سندور در آیین هندو نشان زن متأهل است. زنان مجرد برای مناسبت‌های خاص، از بیندی در رنگ‌های مختلف استفاده می‌کنند، اما در فرق سرشان از سندور استفاده نمی‌کنند. زنان بیوه هم، سندور یا بیندی استفاده نمی‌کنند که نشان می‌دهد شوهرشان در قید حیات نیست.
سندور اولین بار توسط داماد در روز عروسی به عروس زده می‌شود؛ به این مراسم سندور دانام می‌گویند. بعد از این، زن هر روز خودش آن را استفاده می‌کند.
پاک کردن سندور برای یک بیوه بسیار مهم است. آیین‌های زیادی با این رسم مرتبط هستند. رایج‌ترین مورد زمانی است که مادرشوهر یا خواهرشوهر بزرگتر، وقتی زنی بیوه می‌شود، سندور او را پاک می‌کنند. زن بیوه النگوهایش را می‌شکند و حلقه ازدواج را هم درمی‌آورد، همچنین اگر حلقه بینی و خلخال داشته باشد آن‌ها را هم درمی‌آورد. فرق باز کردن مو و زدن سندور به آن، نمادی از رودخانه‌ای از خون قرمز است که به معنای سرخوشی زندگانی است. وقتی سندور را از سر زن بیوه پاک می‌کنند، نشانه این است که رودخانه بی‌آب، خشک و خالی شده است. این رسم بیشتر در مناطق روستایی وسنتی رواج دارد و همه طبقات اجتماعی از آن پیروی می‌کنند.
روش‌ها و سبک‌های استفاده از سندور از انتخاب شخصی تا آداب و رسوم منطقه‌ای متفاوت است. معمولاً تازه عروس‌ها، موهای خود را از وسط باز می‌کنند و آن را آغشته به سندور می‌کنند، در حالی که سایر زنان متأهل ممکن است فقط یک نقطه قرمز در انتهای خط رویش مو و پیشانی بگذارند. اخیراً، زنان جوان‌تر از یک مثلث روی پیشانی که به سمت بینی اشاره دارد، با یک بند انگشت الماس برای مد استفاده می‌کنند.

## تاریخچه

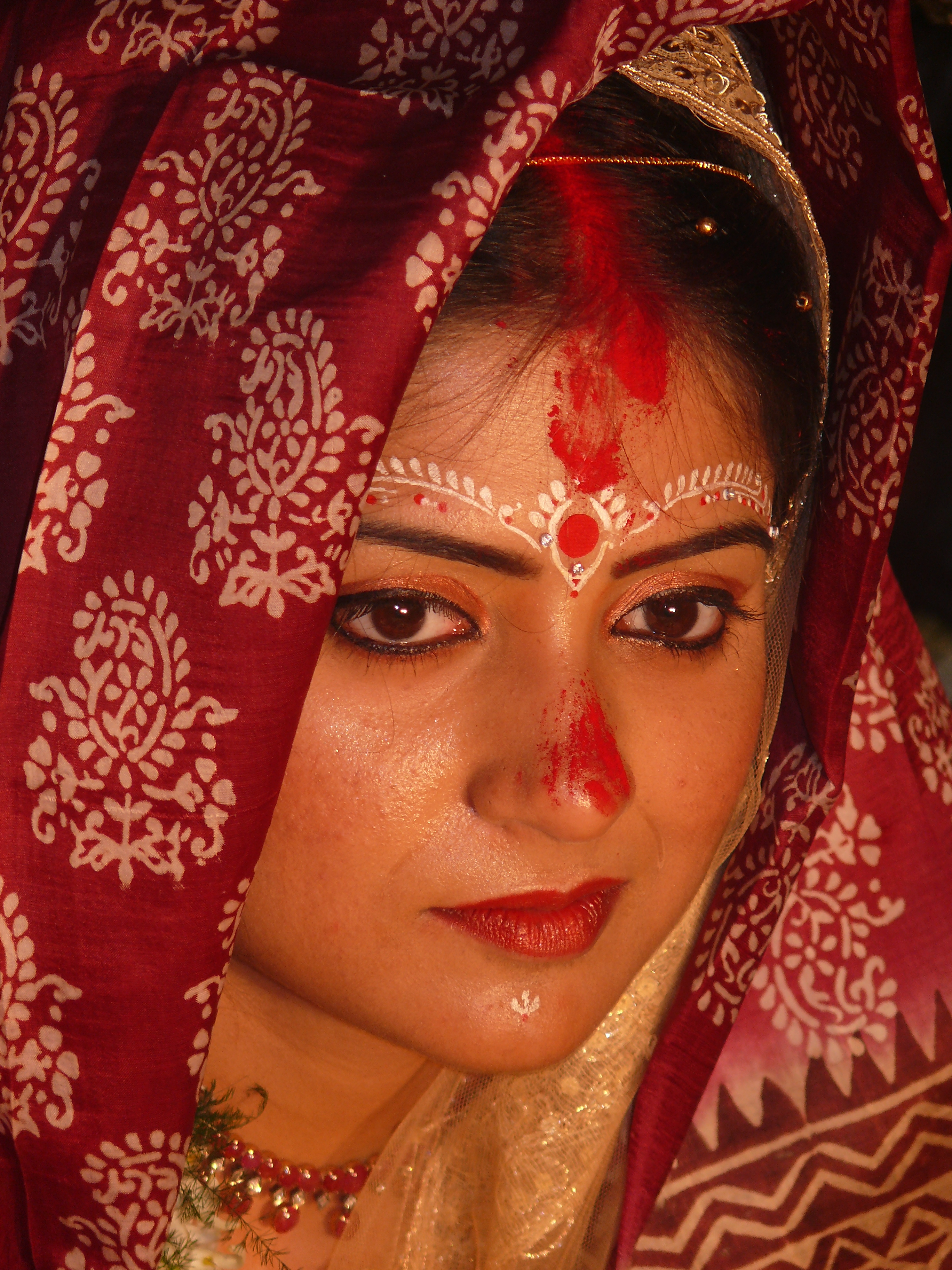
تصویری از تازه عروس هندی که سندور زده است

به نظر می‌رسد پیکره‌های زنانه نوسنگی که در مهرگره بلوچستان کاوش شده‌اند، حاکی از استفاده از رنگی شبیه به رنگ سندور در فرق سر زنان هستند. طبق افسانه‌ها، رادا همسر کریشنا، رنگ زدن فرق سر را به طرحی شعله‌مانند روی پیشانی خود انجام داد. در حماسه معروف مهابارته، دراپادی همسر پانداوا، با انزجار و ناامیدی از اتفاقات هاستیناپور، سندور خود را از سر پاک می‌کند. استفاده از سندور در متون لالیتا صحاسراناما و سونداریا لاهاری مکرراً ذکر شده است.
زنان آیین جین، عمدتاً در شهرها از سندور استفاده می‌کنند. راهبه‌های جین از مالیدن این ماده به خط رویش مو یا پیشانی خود منع شده‌اند. زدن سندور برای نشان دادن وضعیت تأهل زنان، برای آن‌ها هم بسیار مهم تلقی می‌شود.

## طب آیورودا
در آیورودا به اشکال مختلفی از سندور اشاره شده است. سندور سنتی از مواد طبیعی ساخته شده است که برای آرایش صورت استفاده می‌شود. رایج‌ترین نوع سندور سنتی از زردچوبه و لیمو تهیه می‌شود. سایر مواد تشکیل دهنده شامل روغن حیوانی و آهک آبدیده است. به این ترکیب، کومکوما نیز گفته می‌شود. سندور همچنین از پودر صندل قرمز، زعفران و… هم ساخته می‌شود. پودرهای رنگی که به عنوان جایگزین فروخته می‌شوند، سندور محسوب نمی‌شوند.

## نگرانی‌های مربوط به سمی بودن آن
سندور سنتی از ترکیب زردچوبه، زاج یا آهک سوخته یا از سایر مواد گیاهی تهیه می‌شد. وقتی پودر زردچوبه را با آبلیمو یا پودر لیمو مخلوط می‌کنند به رنگ قرمز در می‌آید. برخلاف سندور صنعتی که از سرب قرمز درست می‌شود، ترکیبات سندور سنتی سمی نیستند. مواد مدرنی که به عنوان سندور فروخته می‌شوند، عمدتاً از ترکیبات جیوه سولفید و سرنج ساخته می‌شوند، که مواد خطرناک محسوب شده و استفاده آن برای سلامتی بدن مضر است. برای همین در اوایل سال ۲۰۰۸ سازمان غذا و داروی ایالات متحده آمریکا را بر آن داشت تا بسته‌های سندور را از فروشگاه‌های عرضه‌کننده جمع‌آوری کنند.

## در فرهنگ عامه
فیلم‌ها و درام‌های هندی زیادی با موضوع سِندور وجود دارد که مضامین آنها حول محور اهمیت این آیین می‌چرخد. اینها عبارتند از سِندور (۱۹۴۷)، سِندورم (۱۹۷۶)، رکت سِندورم (۱۹۸۵)، سِندور (۱۹۸۷)، سِندورم (۱۹۹۷)، سِندور تیرے نام کا (سریال، ۲۰۰۵-۲۰۰۷)، و سِندورم (۲۰۲۳).
در سال ۲۰۲۵، هند با عملیات سِندور که حملات موشکی دقیقی را در پاکستان انجام داد، به حمله پَهَلگام پاسخ داد (که اشاره به مرگ گردشگران مرد هندو در حمله پَهَلگام داشت).